# Svetovni pokal v smučarskih poletih 1999
Svetovni pokal v smučarskih poletih 1999 je bila deveta uradna sezona svetovnega pokala v smučarskih poletih nagrajena z malim globusom kot del iste sezone svetovnega pokala v smučarskih skokih.

## Koledar

### Moški
| Št.             | Sezona    | Datum           | Kraj      | Letalnica                         | Vel.                              | Zmagovalec                        | Drugi                             | Tretji                            | Rumena majica       | Ref.                |
| --------------- | --------- | --------------- | --------- | --------------------------------- | --------------------------------- | --------------------------------- | --------------------------------- | --------------------------------- | ------------------- | ------------------- |
|                 |           | 6. februar 1999 | Harrachov | Čerťák K185                       | LE                                | preložena v Planico               | preložena v Planico               | preložena v Planico               | preložena v Planico | preložena v Planico |
| 7. februar 1999 | Harrachov | Čerťák K185     | LE        | prestavljena na veliko skakalnico | prestavljena na veliko skakalnico | prestavljena na veliko skakalnico | prestavljena na veliko skakalnico | prestavljena na veliko skakalnico |                     |                     |
| 42              | 1         | 19. marec 1999  | Planica   | Velikanka bratov Gorišek K185     | LE                                | Martin Schmitt                    | Kazuyoshi Funaki                  | Christof Duffner                  | Martin Schmitt      | [ 2 ]               |
| 43              | 2         | 20. marec 1999  | Planica   | Velikanka bratov Gorišek K185     | LE                                | Hideharu Miyahira                 | Martin Schmitt                    | Noriaki Kasai                     | Martin Schmitt      | [ 3 ]               |
| 44              | 3         | 21. marec 1999  | Planica   | Velikanka bratov Gorišek K185     | LE                                | Noriaki Kasai                     | Hideharu Miyahira                 | Martin Schmitt                    | Martin Schmitt      | [ 4 ]               |

## Lestvica
| Uvr. | po 3 tekmah              | 19/03/1999 Planica | 20/03/1999 Planica | 21/03/1999 Planica | Skupaj |
| ---- | ------------------------ | ------------------ | ------------------ | ------------------ | ------ |
| 1    | Martin Schmitt           | 100                | 80                 | 60                 | 240    |
| 2    | Noriaki Kasai            | 50                 | 60                 | 100                | 210    |
| 3    | Hideharu Miyahira        |                    | 100                | 80                 | 180    |
| 4    | Kazuyoshi Funaki         | 80                 | 36                 | 50                 | 166    |
| 5    | Christof Duffner         | 60                 | 40                 | 16                 | 116    |
| 6    | Janne Ahonen             | 45                 | 32                 | 29                 | 106    |
| 7    | Kristian Brenden         | 29                 | 50                 | 20                 | 99     |
| 8    | Masahiko Harada          | 12                 | 45                 | 36                 | 93     |
| 9    | Sven Hannawald           | 26                 | 24                 | 40                 | 90     |
| 10   | Olav Magne Dønnem        | 40                 |                    | 32                 | 72     |
| 11   | Nicolas Dessum           | 24                 | 22                 | 13                 | 59     |
|      | Kazuya Yoshioka          | 14                 |                    | 45                 | 59     |
| 13   | Reinhard Schwarzenberger | 22                 | 29                 | 6                  | 57     |
| 14   | Wolfgang Loitzl          | 13                 | 15                 | 22                 | 50     |
|      | Kazuhiro Nakamura        | 10                 | 14                 | 26                 | 50     |
|      | Stefan Horngacher        | 8                  | 18                 | 24                 | 50     |
| 17   | Roland Audenrieth        | 16                 | 11                 | 14                 | 41     |
| 18   | Tommy Ingebrigtsen       | 36                 | 2                  |                    | 38     |
| 19   | Hansjörg Jäkle           | 11                 | 26                 |                    | 37     |
| 20   | Primož Peterka           | 2                  | 16                 | 18                 | 36     |
| 21   | Andreas Widhölzl         | 32                 |                    |                    | 32     |
| 22   | Bruno Reuteler           |                    | 20                 | 8                  | 28     |
| 23   | Henning Stensrud         |                    | 9                  | 15                 | 24     |
| 24   | Miha Rihtar              | 5                  | 5                  | 12                 | 22     |
| 25   | Ville Kantee             | 7                  | 14                 |                    | 21     |
|      | Risto Jussilainen        | 6                  | 8                  | 7                  | 21     |
| 27   | Martin Höllwarth         | 20                 |                    |                    | 20     |
| 28   | Dieter Thoma             | 18                 |                    |                    | 18     |
| 29   | Urban Franc              |                    | 12                 | 4                  | 16     |
| 30   | Jakub Sucháček           | 15                 |                    |                    | 15     |
| 31   | Sylvain Freiholz         |                    |                    | 11                 | 11     |
| 32   | Ivan Lunardi             |                    | 10                 |                    | 10     |
|      | Mika Laitinen            |                    |                    | 10                 | 10     |
| 34   | Andreas Goldberger       | 9                  |                    |                    | 9      |
|      | Wilfried Eberharter      |                    | 7                  | 2                  | 9      |
|      | Matej Uram               |                    |                    | 9                  | 9      |
| 37   | Jani Soininen            |                    | 6                  |                    | 6      |
| 38   | Robert Mateja            | 4                  | 1                  |                    | 5      |
|      | Jon Petter Sandaker      |                    |                    | 5                  | 5      |
| 40   | Alan Alborn              |                    | 4                  |                    | 4      |
|      | Adam Małysz              |                    | 3                  | 1                  | 4      |
| 42   | Lasse Ottesen            | 3                  |                    |                    | 3      |
|      | Masayuki Satō            |                    |                    | 3                  | 3      |
| 44   | Roar Ljøkelsøy           | 1                  |                    |                    | 1      |

| Uvr. | po 3 tekmah             | Točke |
| ---- | ----------------------- | ----- |
| 1    | Japonska                | 761   |
| 2    | Nemčija                 | 542   |
| 3    | Norveška                | 237   |
| 4    | Avstrija                | 227   |
| 5    | Finska                  | 164   |
| 6    | Slovenija               | 74    |
| 7    | Francija                | 59    |
| 8    | Švica                   | 39    |
| 9    | Češka                   | 15    |
| 10   | Italija                 | 10    |
| 11   | Slovaška                | 9     |
|      | Poljska                 | 9     |
| 13   | Združene države Amerike | 4     |